# Stu Stickney
Stuart Grosvenor Stickney, detto Stu (St. Louis, 9 marzo 1877 – St. Louis, 24 settembre 1932), è stato un golfista statunitense.

## Carriera
Stickney partecipò ai Giochi olimpici di Saint Louis 1904, dove vinse una medaglia d'argento nel torneo a squadre. Nella stessa Olimpiade, prese parte al torneo individuale, in cui fu sconfitto agli ottavi di finale da George Lyon.
Era fratello di Art Stickney, anch'egli golfista partecipante all'Olimpiade 1904.

## Palmarès
In carriera ha conseguito i seguenti risultati:
- Giochi olimpici

St. Louis 1904: una medaglia d'argento nel torneo a squadre.